# Celestine Babayaro
Celestine Boyd Jonto Hycieth Babayaro (Kaduna, 29 de agosto de 1978) é um ex-futebolista nigeriano que atuava como lateral-esquerdo.

## Carreira
Surgiu nas categorias de base do Plateau United. Em 1994, com apenas 16 anos, Babayaro iniciaria a carreira no Anderlecht, da Bélgica. Dois anos depois, conquistou a medalha de ouro nos Jogos Olímpicos de 1996 com a Seleção Nigeriana em Atlanta. Na Olimpíada seguinte, porém, acusou a Federação Nigeriana de tê-lo humilhado e abandonou a equipe.
Originalmente atuava como meio-campista, mas gradualmente recuou até chegar a lateral-esquerda. Em 1997, quando o Chelsea pagou 2,25 milhões de libras em sua contratação, passou a atuar definitivamente no setor defensivo, ocupado anteriormente pelo uruguaio Gustavo Poyet.

### Aposentadoria precoce
Após deixar o Chelsea, em 2004, Babayaro viu sua carreira ruir: fora da Seleção Nigeriana, com a qual disputou duas Copas do Mundo FIFA (1998 e 2002), assinou com o Newcastle, onde teve passagem razoável, marcando um gol em 47 partidas, saindo do clube em dezembro de 2007, prejudicado por lesões. Em janeiro do ano seguinte, assinou com o Los Angeles Galaxy. Seu contrato duraria três temporadas.
Entretanto, não disputou nenhuma partida oficial pelo clube californiano - o máximo que jogou foram 45 minutos de um amistoso entre Galaxy e Seoul, em março. Fora dos planos para a temporada de 2009, Babayaro resolveu abandonar o time antes da temporada se encerrar. Voltou para a Inglaterra, onde chegou a treinar no Portsmouth para manter a forma física e acenando com a possibilidade de continuar atuando profissionalmente.
O nigeriano tinha praticamente um pré-contrato assinado, mas o então treinador dos Pompeys, Harry Redknapp, descartou a contratação de Babayaro. Em julho de 2010, aos 31 anos, o jogador anunciou sua aposentadoria, e seis meses depois, já em 2011, declarou falência.

## Títulos
Anderlecht
- Jupiler League: 1994 e 1995
- Copa da Bélgica: 1996

Chelsea
- Copa da Inglaterra: 2000
- Supercopa da Inglaterra: 2000

Seleção Nigeriana
- Jogos Olímpicos: Ouro em 1996